# Felipe Hita
Pour les articles homonymes, voir Hita.
Felipe Hita Fidalgo, né le 6 juin 1958, est un karatéka espagnol surtout connu pour avoir remporté l'épreuve de kumite par équipe masculin aux championnats du monde de karaté 1980 organisés à Madrid.

## Résultats
| Résultat           | Date | Épreuve                   | Catégorie | Compétition                | Ville hôte               |
| ------------------ | ---- | ------------------------- | --------- | -------------------------- | ------------------------ |
| Médaille de bronze | 1980 | Kumite individuel - 65 kg | Seniors   | Championnats du monde 1980 | Madrid, en Espagne       |
| Médaille d'or      | 1980 | Kumite par équipe         | Seniors   | Championnats du monde 1980 | Madrid, en Espagne       |
| Médaille de bronze | 1982 | Kumite par équipe         | Seniors   | Championnats du monde 1982 | Taipei, à Taïwan         |
| Médaille de bronze | 1983 | Kumite individuel - 70 kg | Seniors   | Championnats d'Europe 1983 | Madrid, en Espagne       |
| Médaille de bronze | 1984 | Kumite individuel - 70 kg | Seniors   | Championnats du monde 1984 | Maastricht, aux Pays-Bas |
| Médaille de bronze | 1984 | Kumite par équipe         | Seniors   | Championnats du monde 1984 | Maastricht, aux Pays-Bas |